# Hvizdiv, Koreț
Hvizdiv (în ucraineană Гвіздів) este o comună în raionul Koreț, regiunea Rivne, Ucraina, formată numai din satul de reședință.

## Demografie
Componența lingvistică a comunei Hvizdiv
     Ucraineană (99,19%)
     Alte limbi (0,73%)
Conform recensământului din 2001, majoritatea populației comunei Hvizdiv era vorbitoare de ucraineană (99,19%), existând în minoritate și vorbitori de alte limbi.